# 201ª Base militare russa "Gatčina"
La 201ª Base militare russa "Gatčina" (in tagico Пойгоҳи низомии 201-и Русия?; in russo 201-я Гатчинская российская военная база?, unità militare 01162) è una base militare dell'Esercito russo situata a Dušanbe, in Tagikistan.

## Seconda guerra mondiale

### 201ª Divisione fucilieri (prima formazione)
La 201ª Divisione fucilieri fu fondata il 3 agosto 1941 a Gorochovec.
Originariamente era designata come la 201ª Divisione fucilieri lettone, la prima delle tre divisioni "nazionali" degli stati baltici recentemente occupati dai sovietici. La base della divisione era il 76º Reggimento fucilieri lettone che era a sua volta formato dai due battaglioni di volontari lettoni che parteciparono alle ritirate dell'Armata Rossa, inclusa la difesa di Tallinn. Oltre al 76º Reggimento formato da circa 1200 truppe, si aggiunsero 2500 membri di lingua lettone della milizia di stato (polizia) e dell'NKVD, così come il 582º Battaglione di costruzione, prevalentemente di lingua lettone, e membri del 24º Corpo che era l'unità di riserva territoriale in Lettonia che non si era formata a causa della rapida avanzata tedesca.
La forza iniziale della formazione era di circa 2100 uomini. Nel settembre 1941 la divisione contava circa 10.000 uomini di cui il 51% erano di etnia lettone, il 26% di etnia russa, il 17% di ebrei e il 6% di altri. Ciò ha causato alcuni problemi poiché la maggior parte degli ebrei parlava solo yiddish ed i lettoni avevano pubblicato il giornale divisionale Latvijas strēlnieks ("Fuciliere lettone") in lettone. Almeno 70 membri ebrei della divisione erano membri dell'organizzazione sionista Beitar che aveva addestrato membri per viaggiare nell'allora Palestina per difendere gli insediamenti ebraici lì prima che la Lettonia fosse annessa all'Unione Sovietica. La divisione comprendeva anche altri cittadini lettoni che si trovavano dietro la linea del fronte sovietico e un gran numero di lettoni russi. 
La divisione conteneva il 92º,122º e 191º Reggimento fucilieri e il 220º Reggimento artiglieria. Il 5 ottobre 1942 divenne la 43ª Divisione di fucilieri della guardia lettone. I reggimenti assegnati a questa divisione erano il 121º, 123º e 125º Reggimento fucilieri della guardia e il 94º Reggimento artiglieria della guardia, il 270º Battaglione artiglieria che fu ribattezzato 55º Battaglione artiglieria guardia, il 48º Battaglione artiglieria anticarro della guardia, la 100ª Batteria antiaerea che fu ribattezzato 44ª Batteria antiaerea della guardia, il 53º Battaglione genieri ribattezzato 47º Battaglione genieri della guardia. La divisione era comandata dal maggiore generale della guardia Jānis Veikins.
Il primo combattimento vissuto dalla divisione fu durante la controffensiva a Mosca nelle aree di Naro-Fominsk e Borovsk, dove subì il 55% di perdite. Nel giugno 1942 solo il 36% della divisione era di lingua lettone e un anno dopo questa cifra fu ridotta al 32%. Tuttavia, in parte ciò era dovuto alla formazione di una seconda divisione lettone, la 308ª Divisione fucilieri lettoni. La divisione fu rinominata come 43ª Divisione fucilieri della guardia nell'ottobre 1942.
La divisione combatte per Mosca dal 20 dicembre 1941 al 20 gennaio 1942, per Staraya Russa dal 16 febbraio 1942 al 4 aprile, Demjansk dal 6 aprile 1942 al 9 aprile 1943, dal 10 aprile 1943 al 15 ottobre la divisione era nell'area di Staraya Russa, dal 18 ottobre 1943 al 26 giugno 1944 nell'area di Velikiye Luki e Novorzhev. Dal 26 giugno 1944 all'11 luglio la divisione fu inclusa nel 130 ° corpo di fucilieri lettoni fino all'attraversamento del confine lettone. Il 18 luglio 1944 la divisione era nell'area di Šķaune e si unì al combattimento sul suolo lettone il 7 novembre 1944.

### 201ª Divisione fucilieri (seconda formazione)
I distaccamenti di frontiera del Commissariato popolare per gli affari interni (NKVD) avevano resistito all'avanzata finlandese dal 22 giugno 1941. Il 21 settembre 1941, il distaccamento delle guardie di frontiera, compreso il 3º Distaccamento della guardia di frontiera, divenne una brigata di fucilieri separata delle truppe di frontiera NKVD. Il 14 agosto 1942 in applicazione del Decreto del Comitato di Difesa dello Stato dell'URSS n. 2100-ss, del 26 luglio 1942, direttive del quartier generale del Fronte di Leningrado n. 1/18949 del 30 luglio 1942, e sede della 23ª Armata n. 001002 del 5 agosto 1942, la brigata di fucilieri delle truppe di frontiera dell'NKVD a guardia della parte posteriore del fronte di Leningrado fu trasferita all'Armata Rossa e riorganizzata nella 27ª Brigata di fucilieri separata secondo Shtat n. 04/330 - 04/342.
La 201ª Divisione fucilieri è stata costituita secondo la direttiva del comandante del fronte di Leningrado, generale dell'esercito Govorov n. 1/15885 del 25 maggio 1943. La formazione della divisione ebbe luogo a nord di Leningrado nel villaggio di Lechtusi unendo la 27ª Brigata indipendente di fucilieri e la 13ª Brigata delle forze di difesa di Leningrado. Un altro rapporto afferma che la brigata fu formata a Šlissel'burg, vicino a Leningrado, nel novembre 1943 all'interno della 23ª armata.
Ha servito nelle aree di Leningrado e della costa baltica. A parte i soliti componenti della divisione fucilieri nel 1943, la divisione aveva anche un battaglione di ricognizione dotato di sci, e ogni reggimento aveva una compagnia attrezzata con sci da neve che fungeva da distaccamento avanzato. A settembre la divisione è stata trasferita alla 3ª Armata. La composizione della divisione comprendeva:
- 92º Reggimento fucilieri
- 122º Reggimento fucilieri
- 220º Reggimento artiglieria
- 256º Battaglione comunicazioni
- 119ª Compagnia ricognizione
- 122ª Compagnia ricognizione
- 198ª Divisione anticarro
- 51º Battaglione genieri
- 53º Battaglione genieri
- 49º Battaglione medico-sanitario
- 20ª Compagnia di consegne
- 136ª Compagnia chimica separata

Il primo comandante della divisione era il colonnello Vjačeslav Petrovič Jakutovič. Nel gennaio 1944 la divisione fu assegnata al 122º Corpo di Fucilieri. La divisione ha ricevuto il titolo di Gatčina per il suo ruolo nello spezzare l'assedio di Leningrado e ha ricevuto il suo primo Ordine della Bandiera Rossa durante la guerra. Dopo lo scioglimento dell'assedio la divisione incorporò diversi distaccamenti e gruppi partigiani che servirono a potenziare i reparti di ricognizione e di attrezzatura sciistica. A febbraio la divisione è stata trasferita al 117º Corpo fucilieri e subito dopo è stata insignita dell'Ordine della bandiera rossa per la cattura di Luga. Nel giugno 1944 la divisione prestava servizio con l'8ª Armata prima di trasferirsi per partecipare all'assalto a Narva, per il quale il 191º Reggimento ricevette l'onorifico Narvskij. Il 5 agosto 1944 la divisione fu trasferita alla 2ª Armata d'assalto, e partecipò alle battaglie per sfondare la linea Panther, dopodiché fu ritirata per una breve ricostituzione, e poi mandata verso l'area di operazioni di Pskov. Durante le operazioni nelle repubbliche baltiche, il 191º reggimento di fucilieri ricevette l'Ordine di Aleksandr Nevskij per aver distrutto il 23º reggimento di fanteria tedesco e due battaglioni delle SS lettoni. Nel corso di queste battaglie il 1º e il 2º Battaglione del reggimento furono ridotti a 20-30 uomini mentre il 3º battaglione cessò di esistere. Nell'ottobre 1944 la divisione partecipò alla rioccupazione sovietica di Riga, dopodiché la divisione fu trasferita al 1º Fronte baltico e partecipò al contenimento dell'accerchiamento della Curlandia delle forze della Wehrmacht. Dal marzo 1945 la divisione era nel 1º Corpo fucilieri della 1ª Armata d'assalto.
Il 1º ottobre 1945 la divisione fu trasferita a Dušanbe, nella RSS Tagika.

## Guerra Fredda e post-indipendenza

### Dopoguerra
Dopo le riduzioni del dopoguerra, la divisione fu ribattezzata 325ª Brigata di fucilieri, ma nel 1948 fu nuovamente contrassegnata come 27ª Divisione di fucili da montagna. Ciò includeva la ricezione di cannoni da 75 mm da montagna per il suo reggimento di artiglieria. Nel 1958, in seguito alle riforme post-staliniste, la divisione fu ridotta al 451º Reggimento fucilieri da montagna, ma l'anno successivo fu riformata anche se come 124ª Divisione fucilieri motorizzata includendo il 401º reggimento carri armati. Tornò ad essere 201ª Divisione di fucilieri motorizzata Gatčina nel 1965. A questo punto il reggimento di artiglieria della divisione divenne il 998º Reggimento di artiglieria semovente Starokonstantinovskij. Negli anni '60 la divisione ricevette anche il 1098º Reggimento missilistico antiaereo.
La prima parata militare a Stalinabad ebbe luogo il 7 novembre 1945 con la partecipazione della 201ª Divisione di fucilieri motorizzata.

### Guerra in Afghanistan
Come parte del distretto militare dell'Asia centrale, la divisione ha partecipato all'invasione dell'Afghanistan nel dicembre 1979, quando è entrata in Afghanistan con la 40ª Armata. Era di stanza nella provincia di Kunduz. In questo momento la divisione perse il 92º Reggimento di fucilieri motorizzati, fu lasciato a Dušanbe per entrare a far parte della sostituzione della 134ª Divisione di fucilieri motorizzati, e il 191º Reggimento di fucilieri motorizzati, che fu distaccato e messo sotto il controllo diretto della 40ª Armata come 191ª Divisione di fucilieri motorizzati separato con presidio a sud-est di Ghazni.
La divisione ottenne il 149º Reggimento di fucilieri motorizzati delle guardie Chenstokhova della 128ª divisione di fucilieri motorizzati delle guardie e il 395º Reggimento di fucilieri motorizzati della 3ª Divisione di fucilieri motorizzati delle guardie. Il quartier generale della divisione, il 220º Reggimento di artiglieria, la 149º e altre unità minori erano di stanza a Kunduz, mentre il 122° aveva sede a Tashkurgan e il 395° a Pol-e Khomri. Il reggimento di carri armati rimase a Samarcanda e fu sostituito dal 285º Reggimento di carri armati della 60ª Divisione di carri armati.
Durante il suo servizio in Afghanistan, la divisione ha ampiamente coordinato le sue operazioni con la 18ª e la 20ª Divisioni di fanteria dell'esercito afghano, nonché con il 10º e il 31º Reggimento di fanteria.
Nel 1985, la divisione ricevette un secondo Ordine della Bandiera Rossa. La divisione utilizzava veicoli da combattimento di fanteria BMP-1 e BMP-2, veicoli corazzati BTR-60 e BTR-70, carri armati T-62 e cannoni semoventi Gvozdika da 122 mm. L'ultimo veicolo sovietico a lasciare l'Afghanistan il 15 febbraio 1989 fu un BTR-60 della 201ª. Il mezzo è ancora conservato fino ai giorni nostri come memoriale.
Dopo il suo ritiro, il 191º reggimento è stato restituito alla divisione, mentre ha mantenuto il 149º Reggimento delle guardie.

### Guerra civile tagika
Al momento della dissoluzione dell'Unione Sovietica la divisione, formata da militari tagichi e russi, passò sotto il controllo del Tagikistan indipendente. Allo scoppio della guerra civile tagika nel 1992 molti dei militari tagiki disertarono. I russi presero allora il controllo della divisione e nel settembre 1992 il presidente russo Boris El'cin la reintegrò ufficialmente nelle forze armate russe. La CSI ha formato la forza collettiva di mantenimento della pace in Tagikistan e la 201ª ne ha costituito il nucleo. Nel dicembre dello stesso anno la divisione, insieme a forze tagiche, attaccò e occupò la capitale Dušanbe. Dopo che la capitale fu riconquistata, sono state lanciate offensive a Kofarnihon e Kurgan-Tjube. Entrambe le città caddero rapidamente e le maggiori concentrazioni di ribelli islamisti furono disperse. Tuttavia, nel 1995, gli insorti islamisti hanno assalito una delle basi del 201ª nella regione autonoma del Gorno-Badachshan e hanno teso un'imboscata a un convoglio vicino a Kalašum, 200 km a est di Dušanbe. La divisione ha lanciato un contrattacco supportato da aerei da attacco al suolo ed elicotteri d'attacco. Il 19 aprile, il 201ª lanciò un'offensiva nel Gorno-Badachshan e avanzò di 20 chilometri, costringendo gli islamisti a lasciare diverse basi.
Nel 1996 il battaglione genieri della divisione ha partecipato alle operazioni di sminamento nella regione di confine con le forze del Tagikistan.
Nel 2001 la divisione è stata schierata al confine con l'Afghanistan in attesa dell'attacco statunitense all'Afghanistan e di possibili tentativi da parte dei talebani di attraversare il confine con il Tagikistan.

## Dal 2003 in poi
Il 13 agosto 2003 la 201ª Divisione di fucilieri motorizzata ha partecipato a un'esercitazione congiunta con l'esercito tagiko a 10 km a sud-ovest di Dušanbe presso il campo di addestramento di Lyaur. Ad un certo punto durante la guerra civile in Tagikistan, i soldati della 201ª Divisione hanno scortato il personale dell'ambasciata americana a Dušanbe all'aeroporto per la loro evacuazione. Questo segna l'unica volta nella storia in cui gli americani hanno ufficialmente chiesto e ottenuto protezione dall'esercito russo.
Nell'ottobre 2004 la divisione fu rinominata 201ª Base militare.
Nell'ottobre 2012 la Russia e il Tagikistan hanno stipulato un accordo per estendere la durata della permanenza russa in Tagikistan fino al 2042.
Nell'ambito del riarmo pianificato, nel 2016 sono state consegnate alla 201ª Base militare circa 100 unità di nuove attrezzature, principalmente veicoli corazzati BTR-82A, oltre a più di 10 carri armati T-72B1, nonché un sistema EW Borisoglebsk-2 e un radar di difesa aerea Garmony più complessi EW anti-drone Silok consegnati nel 2018.
Nel 2019 è stato formato un battaglione di aerei senza pilota armato con droni Orlan-10.
Il 14 settembre 2022 Radio Free Europe/Radio Liberty ha riportato che 1500 militari sarebbero stati trasferiti dalla base al fronte ucraino a causa delle gravi perdite subite dalle forze russe durante l'invasione dell'Ucraina.

## Comandanti
- Maggior generale Sergej Judin (ottobre 2004 - Gennaio 2006)
- Maggior generale Aleksej Zaviz'on (gennaio 2006 - giugno 2009)
- Colonnello Igor' Krasin (luglio 2009 - novembre 2010)
- Colonnello Sergej Rjumšin (novembre 2010 - novembre 2013)
- Maggior generale Evgenij Tubol (novembre 2013 - maggio 2015)
- Colonnello Denis Ljamin (gennaio 2015 - dicembre 2016)
- Maggior generale Oleg Mitjaev (dicembre 2016 - novembre 2018)
- Colonnello Sergej Gorjačev (novembre 2018 - gennaio 2022)
- Colonnello Evgenij Kovylin (gennaio - novembre 2022)[11]
- Maggior generale Andrej Markuškin (novembre 2022 - in carica)[12]